# 大日本帝国海軍兵装一覧
大日本帝国海軍兵装一覧（だいにっぽんていこくかいぐんへいそういちらん、List of Japanese Imperial Navy Equipment）は、大日本帝国海軍所属の艦艇に装備したもしくは装備が予定された兵器の一覧である。各種類別の兵器の名称と簡単な説明を記す。また艦載艇の一覧も付記する。大日本帝国陸海軍所属の艦艇については「大日本帝国海軍艦艇一覧」または、「大日本帝国陸軍兵器一覧#船舶」を参照。

## 凡例
名称は正式名称を適宜わかりやすく変更する。
- 採用年号は漢数字そのままとする。
- 数値、単位は漢数字から半角英数字に変更する。
- 型形式は漢数字から半角数字に変更する。
- 「二連装」は「連装」と省略する。
- 必要なら正式名称も付す。

例）
1. 「六十口径三年式十五糎五砲」は「60口径三年式15.5cm砲」と記す。
2. いわゆる大和の46cm砲の正式名称は「四五口径九四式四十糎砲」。

説明は採用年、搭載艦艇などを簡単に記す。詳細な記述が必要な場合は新たにページを作りリンクする。一覧にない兵装があった場合は追加してください。

## 砲熕兵装

### 平射砲
便宜上小口径（12.7cmまで）、中口径（20.3cmまで）、大口径砲（それ以上）に分ける。

#### 小口径砲
- 40口径四一式8cm砲
- 40口径安式12cm砲
- 40口径四一式12cm砲
- 45口径三年式12cm砲：通称G型砲。峯風型、神風型(2代目)、睦月型駆逐艦、千鳥型水雷艇(改装後)。
- 45口径十一年式12cm：通称M型砲：鴻型水雷艇。
- 50口径三年式12.7cm：
  - A型単装砲：千鳥型(改装前)。
  - A型改1単装砲：初春型駆逐艦、白露。
  - B型単装砲：白露型駆逐艦(白露を除く)。
  - A型連装砲：特型駆逐艦I。
  - B型連装砲：特型II、特型III、初春型、千鳥型(改装前)。
  - B型改1連装砲：有明、夕暮。
  - B型改2連装砲：夕立。
  - C型連装砲：白露型(夕立を除く)、朝潮型、陽炎型駆逐艦。
  - D型連装砲：夕雲型駆逐艦。
  - D型改1連装砲：島風。

#### 中口径砲
- 50口径三年式14cm砲：
  - 単装砲：天龍型、夕張、5500トン型、伊勢型、長門型。
  - 連装砲：夕張、香取型。
- 40口径十一年式14cm砲：潜水艦用。
- 40口径安式15cm砲
- 45口径四一式15cm砲：河内型。
- 50口径四一式15cm砲：
  - 単装砲：金剛型、扶桑型。
  - 連装砲：阿賀野型。
- 60口径三年式15.5cm3連装砲：最上型、大和型、大淀。
- 50口径三年式1号20cm：内径200mm。重巡洋艦は改装時に2号20cmに交換する。
  - A型単装砲：古鷹型。
  - A1型単装砲：赤城、加賀。
  - B型連装砲：赤城、加賀。
  - C型連装砲：青葉型。
  - D型連装砲：妙高型。
- 50口径三年式2号20cm：内径203.2mm。
  - E型連装砲：高雄型（摩耶を除く）。
  - E1型連装砲：摩耶。
  - E2型連装砲：古鷹型。
  - E3型連装砲：利根型。
  - 最上型連装砲：最上型。

#### 大口径砲
- 45口径毘式36cm連装砲：内径35.6cm(14inch)。金剛、比叡。毘式＝ビッカース社。
- 45口径四一式36cm連装砲：毘式の国産化。榛名、霧島、扶桑型、伊勢型。
- 45口径三年式40cm連装砲：内径41.00cm。長門型。
- 45口径九四式46cm3連装砲：制式名「四五口径九四式四十糎砲」。内径46.00cm。大和型。

### 高角砲
- 40口径三年式8cm単装高角砲：内径76.2mm。大正3年正式採用。古鷹型(竣工時)。
- 五年式短8cm砲：内径76.2mm、23.5口径。通称短8cm高角砲。海中1型～4型潜水艦、砲艦など。潜水艦用と水上艦艇用とでは閉鎖器等の仕様が異なる。
- 40口径十一年式8cm単装高角砲：呂33型潜水艦、呂35型潜水艦。
- 60口径九八式8cm連装高角砲：内径76.2mm。通称長8cm高角砲。阿賀野型。
- 50口径八八式10cm高角砲：海大5型、海大6型a
- 65口径九八式10cm連装高角砲：通称長10cm高角砲。秋月型、大淀、大鳳。
- 45口径十年式12cm：大正11年ころ正式採用。
  - 単装高角砲：古鷹型(改装後)、青葉型、妙高型(竣工時)、高雄型(竣工時)、御蔵型以降の海防艦。
  - 連装高角砲：赤城、加賀(竣工時)、御蔵型海防艦、日振型海防艦、鵜来型海防艦。
- 40口径八九式12.7cm：日本海軍の代表的高角砲。
  - 単装高角砲：松型。
  - 連装高角砲：多くの艦艇で装備。
- 50口径一式12.7cm連装高角砲(仮称試製一式十二糎七高角砲)：通称長12.7cm高角砲。試作のみ。後に単装型が試作し直され、50口径五式12.7cm単装高角砲が要地防空用として制式化された。
- 短12cm砲：特設艦船用の対潜、対水上、対空兼用簡易急造高角砲。
- 短20cm砲：特設艦船用の対潜、対水上、対空兼用簡易急造高角砲。

### 機関砲
- 仮称五式40mm機関砲：鹵獲したボフォース 40mm機関砲を基に開発されたもの。55口径。機銃ではない。
  - 単装砲架：神島、第1号型/第101号型海防艇

### 機銃

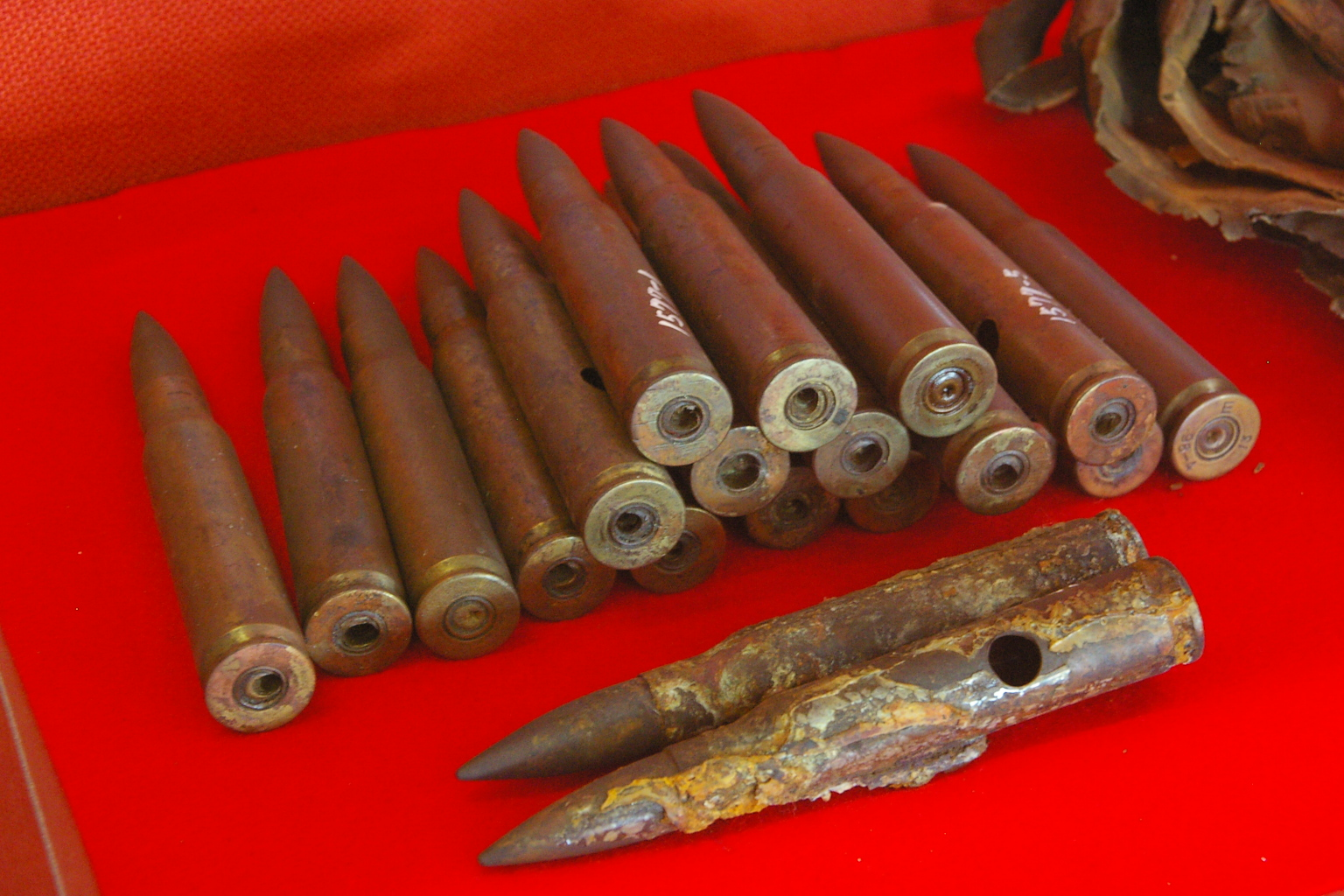
九三式13mm機銃弾

- 三年式機銃：口径6.5mmで陸軍の三年式機関銃と同型。大正10年に三年式機砲から改称。
- 一一式軽機銃：口径6.5mmで陸軍の十一年式軽機関銃と同型。
- 九二式重機銃：口径7.7mmで陸軍の九二式重機関銃と同型。
- 九二式7.7mm機銃：正式採用前の呼称は留式7.7mm機銃。（留＝ルイス）
- 毘式12mm単装機銃：口径12.7mm。一型と二型があり、前者はビッカース .5インチ クラスB重機関銃に準じたもの（口径12.7×81mmSRの弾薬を使用）で、後者はビッカース .5インチ クラスD重機関銃に準じたもの（12.7×120mmSR口径の弾薬を使用）である。（毘＝ビッカース）
- 九三式13mm：口径13.2mm。正式採用前の呼称は保式13mm機銃。（保＝ホチキス）
  - 単装機銃：特型駆逐艦、睦月型駆逐艦、島風 (島風型駆逐艦)、秋月型駆逐艦
  - 連装機銃：朝潮型駆逐艦、白露型駆逐艦
- 九六式13mm4連装機銃：
- 九五式25mm連装機銃：ホチキス社からの輸入品。
- 九六式25mm：九五式25mm機銃を国産化。日本海軍の代表的機銃。
  - 単装機銃：特型駆逐艦、神風型駆逐艦 (2代)、睦月型駆逐艦、初春型駆逐艦、松型駆逐艦、島風 (島風型駆逐艦)、秋月型駆逐艦、夕雲型駆逐艦、陽炎型駆逐艦、朝潮型駆逐艦、白露型駆逐艦
  - 連装機銃：特型駆逐艦、神風型駆逐艦 (2代)、睦月型駆逐艦、初春型駆逐艦、島風 (島風型駆逐艦)、秋月型駆逐艦、夕雲型駆逐艦、陽炎型駆逐艦、朝潮型駆逐艦、白露型駆逐艦
  - 3連装機銃：特型駆逐艦、睦月型駆逐艦、初春型駆逐艦、初春型駆逐艦、松型駆逐艦、島風 (島風型駆逐艦)、秋月型駆逐艦、夕雲型駆逐艦、陽炎型駆逐艦、朝潮型駆逐艦、白露型駆逐艦
- 毘式40mm機銃：ヴィッカースの製品であるポンポン砲をライセンス生産したもの。
  - 単装機銃：初春型駆逐艦、朝潮型駆逐艦、白露型駆逐艦

### 噴進砲
対空（または対空・対潜兼用）ロケット弾
- 12cm28連装噴進砲：昭和19年以降の航空母艦の多くが装備。対空用。
- 同30連装：「葛城」、伊勢型戦艦。対空用。
- 15cm9連装噴進爆雷砲：1945年に峯風型駆逐艦「澤風」が試験的に装備。対潜用。

### 迫撃砲
対潜用前方投射兵器
- 三式八糎迫撃砲：陸軍の九七式曲射歩兵砲に小改造を施したもの。海軍陸戦隊用の兵器だが、海防艦の多くと伊351、伊373に装備。

### 砲戦指揮装置

#### 方位盤照準装置
- 試製方位盤照準装置：榛名
- 一三式方位盤照準装置：榛名
- 一四式方位盤照準装置：重巡洋艦
- 一四式高角方位盤照準装置：改装後の重巡洋艦
- 九四式1型方位盤照準装置：重巡洋艦
- 九四式3型方位盤照準装置：駆逐艦用
- 九八式方位盤照準装置：比叡
- 九八式改1方位盤照準装置：大和型戦艦

#### 射撃指揮装置

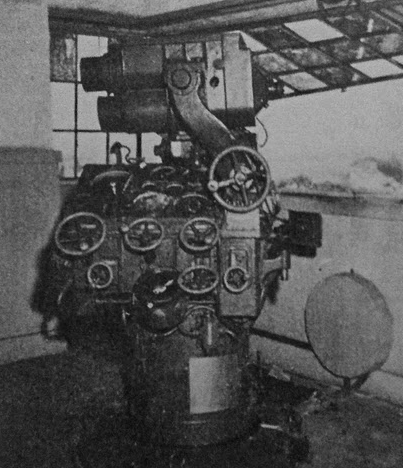
九二式測的盤。

##### 水上射撃用
- 九一式射撃盤：14cm砲搭載艦
- 九二式射撃盤：20cm,36cm,40cm砲搭載艦
- 九二式測的盤：
- 九四式距離苗頭盤：駆逐艦用
- 九四式射撃盤：14cm,20cm砲搭載艦
- 九八式測的盤：
- 九八式射撃盤：大和型戦艦
- 二式距離苗頭盤：駆逐艦用対空射撃対応

##### 高射射撃用
- 八九式高角射撃盤
- 九一式高射装置
- 九四式高射装置
- 四式射撃指揮装置2型

##### 機銃射撃装置
- 九五式機銃射撃装置：25mm機銃用
- 四式射撃指揮装置1型：25mm機銃用

## 水雷兵装

### 魚雷

#### 36cm
- 朱式八四式：朱式＝シュバルツコック社
- 朱式八八式：
- 二六式：
- 三〇式：

#### 45cm
- 三二式：
- 三四式：
- 三七式：
- 三八式二号B型：
- 四二式：
- 四三式：
- 四四式二号：これ以降国産化。
- 九七式：甲標的用の酸素魚雷。
- 二式：特殊潜航艇、魚雷艇用。

#### 53cm
- 四四式一号：
- 六年式：
- 八九式：
- 九二式：電池魚雷
- 九五式：潜水艦用の酸素魚雷。

#### 61cm
- 八年式：
- 九〇式：
- 九三式：別名酸素魚雷。

### 魚雷発射管
便宜上「固定」式と「旋回」式に分ける。

#### 固定式発射管
- 一二式61cm連装舷側発射管：古鷹型(竣工時)、青葉型(竣工時)。
- 一二式61cm3連装舷側発射管：妙高型(竣工時)。（＊）一三式とする文献もある。

##### 潜水艦用
- 一〇年式発射管：海大1型、海中3型～4型、特中型、L3型～4型潜水艦
- 一五式発射管：海大2型～4型、巡潜1型～1型改、機雷潜型
- 八八式発射管：海大5型～6型b、巡潜2型～3型、呂33型
- 九五式発射管：③計画以降の潜水艦

#### 旋回式発射管

##### 45cm
- 45cm単装水上発射管：
- 四四式45cm連装水上発射管：磯風型

##### 53cm
- 53cm単装水上発射管：
- 六年式53cm連装水上発射管：球磨型、香取型、江風型、峯風型、樅型、若竹型、千鳥型。
- 六年式53cm3連装水上発射管：天龍型。
- 一〇年式53cm連装水上発射管：神風型。
- 九四式53cm3連装水上発射管：鴻型。

##### 61cm
- 八年式61cm連装水上発射管：長良型、川内型、夕張。
- 一二年式61cm3連装水上発射管：睦月型、吹雪型。
- 八九式61cm連装水上発射管：高雄型。
- 九〇式61cm3連装水上発射管：初春型、最上型、利根型。
- 九二式61cm4連装水上発射管：
  - 1型：巡洋艦用。古鷹型、青葉型、妙高型、高雄型（鳥海を除く改装後）、改鈴谷型（計画）、五十鈴、神通、那珂（いずれも改装後）、阿賀野型、改阿賀野型（計画）。
  - 2型：駆逐艦用。白露型、朝潮型、陽炎型、夕雲型？。
  - 3型：重雷装艦（大井、北上）。
  - 4型？：秋月型、松型？。
- 零式61cm5連装水上発射管5型：島風。
- 仮称三式61cm6連装水上発射管6型：計画のみ。改秋月型（零式61cm5連装搭載の異論あり）。

### 爆雷
- 九五式爆雷：
- 二式爆雷：
- 三式爆雷：

### 爆雷投射機
- 八一式爆雷投射機（片舷用爆雷投射機）
- 九四式爆雷投射機：通称Y砲（両舷用爆雷投射機）
- 三式爆雷投射機：通称K砲（片舷用爆雷投射機）

### 爆雷装填台
- 爆雷装填台三型：

### 機雷

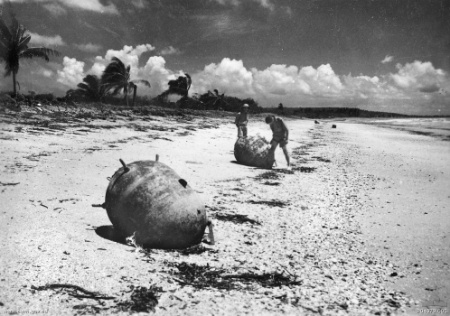
オーストラリアのダーウィンに近い海岸に打ち上げられた日本海軍の八八式機雷。

#### 普通機雷
- 1号機雷：
- 5号機雷改1：
- 6号機雷2型：
- 八九式機雷：(7号機雷)
- 九三式機雷：

#### 防潜用機雷
- 九〇式機雷：
- 九六式機雷：

#### 潜水艦用機雷
- 八八式機雷：
- 一式二型：
- 三式一型：
- 三式二型：

### 掃海具
- 大掃海具：
- 小掃海具1型：

### 防潜網
金属製のリングを多数接続し、網状に加工したもの。ブイなどを使い水中に懸張し、潜水艦や魚雷、工作員の侵入を防止するための装備品。リングの形状、大きさ、または制式採用年等により各種のものが存在する。
- 一四式1号防潜網：
- 一四式2号防潜網：
- 一〇式防潜網：
- 船門網：　船舶の出入りの際、防潜網の開閉のために補助艦艇を使用するもの。
- 急設網：
- 九六式1号防潜網：
- 九六式2号防潜網：

## 水測兵装

### 水中聴音機
パッシブソナー/ハイドロフォンのこと
- Kチューブ：
- MV水中聴音機：
- 保式水中聴音機：
- 九三式水中聴音機：保式水中聴音機の国産化（補音機16個）
- 九七式水中聴音機：
- 零式水中聴音機：九三式水中聴音機の大型艦用（補音機30個）
- 四式水中聴音機：
- 仮称五式水中聴音機：箕面

### 探信儀
アクティブソナーのこと
- 九三式探信儀：SCAM式探信儀を参考に開発
- 三式探信儀：ドイツ製S装置を参考に開発
- 軽便探信儀：英国製ASDICを参考に開発

### 水中信号機
- F式水中信号機：米フェッセンデン式のコピー
- 複式水中信号機：独国製を参考にする

## 航空兵装
航空機は日本製航空機の一覧#大日本帝国海軍を参照のこと。

### 射出機
カタパルトのこと。
- 呉式1号1型：空気式。1928年、「衣笠」で実用実験。
- 呉式1号2型：伊5。
- 呉式1号3型：伊6。
- 呉式1号3型改：伊7。
- 呉式1号4型：伊8、甲型、乙型潜水艦。
- 呉式2号1型：火薬式での最初の実用射出機。
- 呉式2号2型：鬼怒 (軽巡洋艦)
- 呉式2号3型：高雄型重巡洋艦
- 呉式2号5型：開戦時には艦艇の射出機のほとんどがこの型だった。
- 一式2号11型：日進
- 二式1号10型：大淀。
- 四式1号10型：空気式。伊400型、改甲型潜水艦。

### 制動索
空母に着艦する航空機を停止させるために飛行甲板に張るワイヤー。
- (縦索式)：
- フュー式制動装置：
- 萱場式制動装置：
- 呉式制動装置4型：飛龍、翔鶴型など。
- 空技廠式着艦制動装置3型：大鳳。
- 三式着艦制動装置10型：信濃、神鷹、雲龍型。

### 滑走制止索
制動索で停止できなかった航空機のオーバーランを制止するバリア。
- 三式滑走制止装置10型：

## 無線兵装

### 電波探信儀
いわゆるレーダー。
- 3号電波探信儀：
- 1号電波探信儀1型：
- 1号電波探信儀2型： 陸上用。
- 三式1号電波探信儀3型：通称13号電探。対空レーダー。大戦末期には多くの艦艇に装備。
- 1号電波探信儀4型： 陸上用。
- 二式2号電波探信儀1型：通称21号電探。対空レーダー。大型艦に装備。
- 仮称2号電波探信儀2型：通称22号電探。対水上センチ波レーダー。
- 2号電波探信儀3型：仮称23号電探。第百一号哨戒艇。
- 3号電波探信儀1型：
- 3号電波探信儀2型：
- 3号電波探信儀3型：
- 4号電波探信儀1型：
- 4号電波探信儀2型：
- 4号電波探信儀3型：
- 6号電波探信儀1型：
- 6号電波探信儀2型：
- 6号電波探信儀3型：
- TH：特攻用ボート誘導レーダー

#### 航空機用
- 5号電波探信儀1型：4発航空機用電波暗視機
- H-6：大型機用探索レーダー。制式名称三式空六号無線電信機。
- FM-1：中型機用探索レーダー
- N-3：小型機用探索レーダー
- FK-3：小型機用探索レーダー
- FD-2：夜間戦闘機用接敵レーダー。開発名称は十八試空二号無線電信機。
- 玉3：夜間戦闘機用接敵レーダー
- M-13：味方識別装置
- FH-1：電波高度計
- FTB：電波探知機
- FTC：電波探知機

### 電波探知機
通称逆探。
- E27型：
- 3型：

### 無線電話機
- 九六式空1号無線電話機：零式艦上戦闘機搭載
- 三式空1号無線電話機：零式艦上戦闘機搭載

### 無線電信機
- 三六式無線電信機

### 哨信儀
敵味方識別装置。
- 二式哨信儀：誰何には赤外線を使用

## 航海兵装

### 双眼望遠鏡
- 12cm双眼望遠鏡：

### 測距儀
大きさは基線長で表す
- 武式一米半測距儀、武式二米半測距儀：
  - 1.5m、2.5m：
- 五年式測距儀：
  - 2.5m：
- 一一式測距儀：
  - 66cm：初春型
- 一四式測距儀：
  - 2m：峯風型、睦月型、吹雪型、綾波型、暁型、白露型、朝潮型
  - 1m：初春型
- 九〇式測距儀：
  - 2m：初春型
  - 3m：吹雪型、暁型
- 九三式測距儀：
  - 2m：陽炎型
- 九六式測距儀：
  - 66cm：陽炎型、夕雲型、島風型、秋月型、松型
  - 1.5m：
  - 2m：島風型
  - 3m：綾波型、陽炎型
- 高角測距儀：
  - 4m：
  - 四米半高角測距儀（4.5m）：秋月型（九四式高射装置内蔵）
  - 九六式3m高角：夕雲型
  - 九七式2m高角：秋月型、松型
  - 九九式3m高角：島風型
- 見張り方位盤：
- 山川灯：

## 電気兵装

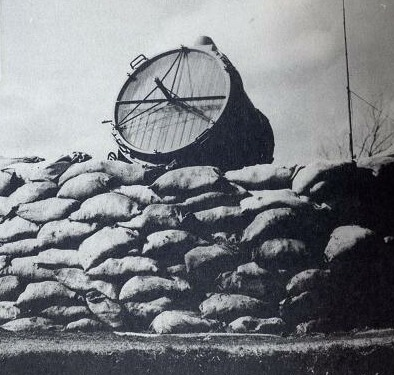
大日本帝国海軍の探照灯

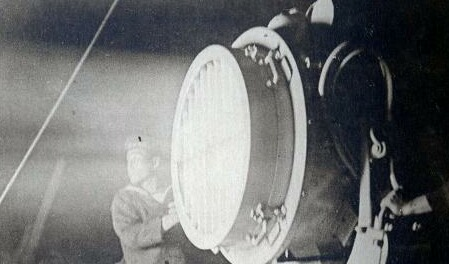
大日本帝国海軍の探照灯（艦上）

- 2キロ信号灯：ほぼすべての艦船

### 探照灯
- 60cm信号用探照灯：主に発光信号を送るために使う。かの有名な「ワレアオバ」もこれが使われた。
- 九六式90cm探照灯：主に駆逐艦用
- 110cm探照灯：巡洋艦以上の艦
- 150cm探照灯：大和型

## 付1　艦載艇
正式名称は装載艇。

### 水雷艇
- 56フィート艦載水雷艇：後に17m艦載水雷艇。

### 内火艇
- 17m
- 15m
- 12m
- 11m
- 10m
- 9m
- 7.5m
- 6m

### 内火ランチ
- 12m
- 11m
- 10m
- 9m
- 8m

### 内火ジャンク
河川砲艦搭載。
- 7.5m
- 6.5m

### カッタ－
- 9m：巡洋艦以上
- 7m：駆逐艦
- 6m

### 通船
- 12m：（発動機付き？）
- 9m：（発動機付き）
- 8m
- 6m

### 特型運貨船
- 17m：通称特大発
- 15m木製：通称木大発
- 14m：通称大発。詳細は大発動艇（陸軍呼称）を参照。
- 13m：通称中発
- 10m：通称小発

### 特内火艇
水陸両用戦車
- 特二式内火艇 カミ
- 特三式内火艇 カチ
- 特四式内火艇 カツ
- 特五式内火艇 トク

## 付2　単位表記表
| 漢字 | 略号 | カタカナ       | 備考           |
| ---- | ---- | -------------- | -------------- |
| 粍   | mm   | ミリメートル   |                |
| 糎   | cm   | センチメートル |                |
| 米   | m    | メートル       |                |
| 吋   | inch | インチ         | 1inch = 25.4mm |

## 付3　形式名-採用年対応表
明治大正時代は採用年（開発年）の和暦を使用した。
| 形式名 | 皇紀   | 西暦   | 和暦     |
| ------ | ------ | ------ | -------- |
| 四一式 | 2568年 | 1908年 | 明治41年 |
| 三年式 | 2574年 | 1914年 | 大正3年  |

昭和期は採用年（開発年）の皇紀の下2桁を使用した。
| 形式名 | 皇紀   | 西暦   | 和暦     |
| ------ | ------ | ------ | -------- |
| 八九式 | 2589年 | 1929年 | 昭和4年  |
| 九〇式 | 2590年 | 1930年 | 昭和5年  |
| 九一式 | 2591年 | 1931年 | 昭和6年  |
| 九二式 | 2592年 | 1932年 | 昭和7年  |
| 九三式 | 2593年 | 1933年 | 昭和8年  |
| 九四式 | 2594年 | 1934年 | 昭和9年  |
| 九五式 | 2595年 | 1935年 | 昭和10年 |
| 九六式 | 2596年 | 1936年 | 昭和11年 |
| 九七式 | 2597年 | 1937年 | 昭和12年 |
| 九八式 | 2598年 | 1938年 | 昭和13年 |
| 九九式 | 2599年 | 1939年 | 昭和14年 |
| 零式   | 2600年 | 1940年 | 昭和15年 |
| 一式   | 2601年 | 1941年 | 昭和16年 |
| 二式   | 2602年 | 1942年 | 昭和17年 |
| 三式   | 2603年 | 1943年 | 昭和18年 |
| 四式   | 2604年 | 1944年 | 昭和19年 |
| 五式   | 2605年 | 1945年 | 昭和20年 |

参考）輸入兵器は社名を一文字の漢字で表し形式名とした。
| 形式名 | 読み   | 社名              |
| ------ | ------ | ----------------- |
| 毘式   | びしき | ヴィッカース社    |
| 武式   | ぶしき | バー&ストラウド社 |
| 保式   | ほしき | オチキス社        |
| 留式   | るしき | ルイス社          |